# Abraham Merritt
Abraham Merritt (Beverly, Nueva Jersey, 20 de enero de 1884 - Indian Rocks Beach, Florida, 21 de agosto de 1943) fue un escritor estadounidense especializado en literatura fantástica y de ciencia ficción.

## Biografía
Merrit nace en Nueva Jersey, pero a los diez años su familia se muda al sur de Filadelfia. Comienza a estudiar Derecho en la Universidad de Pensilvania, pero se ve obligado a abandonar la carrera por problemas económicos.
En 1903 comienza a trabajar de periodista en el periódico The Philadelphia Inquirer. Debido a este empleo, toma contacto con profesores e investigadores, a raíz de lo cual se familiariza con el método científico. Sin embargo, hay que tener en cuenta que buena parte de la "ciencia" de principios del siglo XX no sería considerada tal hoy en día. Así se explica que en su biblioteca se encontraran libros de ocultismo y que cultivara en su jardín plantas relacionadas con la brujería.
A causa de un oscuro asunto con implicaciones políticas, es "invitado" a abandonar el país, oportunidad que aprovecha para realizar trabajos arqueológicos en Yucatán. Este trabajo tendrá influencias en su obra, dotándola de un cierto "toque arqueológico".
En 1905 regresa al Philadelphia Inquirer y es ascendido a redactor jefe. Posteriormente trabaja como corresponsal del suplemento dominical del grupo Hearst, trabajo que abandona en 1912 para ir a Nueva York, donde le han ofrecido un puesto en el American Weekly.
En noviembre de 1917 publica su primera historia, Through the Dragon Glass, en All-Story Weekly.
Durante los años 1920 y 1930 escribiría un buen número de historias, siendo un escritor de éxito notable. Conoció a H. P. Lovecraft y, aunque este no lo nombra en El horro en la literatura, Merritt le rinde homenaje en varios pasajes de Dwellers in the Mirage (1932), con el personaje de Khalk’ru el Kraken del desierto del Gobi, clara referencia a Cthulhu.
Los nueve últimos años antes de morir no escribiría historias nuevas, dedicándose a reescribir y modificar las historias que había escrito con anterioridad.

## Obra
La obra de Merrit es notable por sus descripciones sobre razas míticas y perdidas. Su estilo fue de gran influencia en autores que posteriormente llegaron a ser maestros en el género de la fantasía, como Jack Williamson.
Junto a autores como Edgar Rice Burroughs o H.P. Lovecraft configuraría una tendencia en los inicios de la ciencia ficción, diferente de la marcada por Verne o H. G. Wells y que posteriormente desembocaría en la ópera espacial.
Su influencia sería tal que su nombre dio título a una revista, A. Merritt's Fantasy Magazine, cuyo primer número apareció en diciembre de 1949.
Si bien fue incluido en el Salón de la Fama de la Ciencia Ficción, su temática y estilo se aleja de la ciencia ficción para adentrarse más en la fantasía exótica y el terror.

### Novelas
- Los habitantes del pozo (1917)
- A través del dragón de cristal (1917)
- Tres líneas de viejo francés (1919)
- El estanque de la Luna (1919)
- El monstruo de metal (1920)
- La Nave de Ishtar (1924)
- La mujer del bosque (1928)
- Las siete huellas de Satán (1928)
- ¡Arde, bruja, arde! (1932)
- Los habitantes del espejismo (1932)
- Los desafíos del más allá (1935)
- ¡Arrástrate, sombra, arrástrate! (1934)

## Premios
- 1999: Incluido en el Salón de la Fama de la Ciencia Ficción.